# 细齿大戟
细齿大戟（学名：Euphorbia bifida）为大戟科大戟属的植物。分布在台湾岛、澳大利亚、印度尼西亚、南亚半岛以及中国大陆的广西、福建、江苏、贵州、江西、云南、浙江、广东、海南等地，多生长于山坡、路旁、灌丛以及林缘，目前尚未由人工引种栽培。

## 别名
华南大戟（台湾植物志）

## 异名
- Euphorbia vachellii Hook. et Arn.